# Avenida de Fragoso
La Avenida de Fragoso es una vía urbana de la ciudad española de Vigo. Se diseñó en la década de 1970 para unir la Plaza de América con el Estadio de Balaídos.

## Historia
La Avenida de Fragoso es una de las principales vías radiales que parten de la Plaza de América. Para dar solución al problema de acceso al Estadio de Balaídos, donde juega como local el Real Club Celta de Vigo, se redactó un proyecto para construir un vial que conectase la plaza de América con el campo de fútbol. Hasta entonces, este acceso se realizaba mediante caminos desde las carreteras de Vincios y Bayona. 
El proyecto fue encargado por el Ayuntamiento de Vigo al ingeniero Sáez-Díez antes de la redacción del Plan de Ordenación de la Florida de 1958. Finalmente, en la década de 1970 se materializó la construcción del vial.

## Toponimia
La avenida de Fragoso recibe su nombre del Valle del Fragoso, el valle que ocupa gran parte del municipio vigués y el contorno natural del Río Lagares. Anteriormente, el valle estaba integrado por tres ayuntamientos: Vigo, Bouzas y Fragoso. Este último ayuntamiento abarcaba las parroquias viguesas de Corujo, Cabral o Alcabre y también la parroquia redondelana de Chapela.